# Gazanfer Özcan
Gazanfer Özcan (Istanboel, 27 januari 1931 - aldaar, 17 februari 2009) was een Turks acteur.
Özcan begon zijn loopbaan als acteur in het toneelstuk  Hisse-i Şaiya op de middelbare school van Vefa. Hij was vooral bekend als "Tahsin Sütçüoğlu" in de populaire televisiereeks "Avrupa Yakası", maar hij speelde ook mee in vele andere films voor tv en het witte doek.
In 1998 kreeg hij de onderscheiding  "Acteur van de Staat" van het ministerie van cultuur.

## Filmografie
- İngiliz Kemal Lawrence'a Karşı (1952)
- Çeto Salak Milyoner (1953)
- Fındıkçı Gelin (1954)
- Aramızda Yaşayamazsın (1954)
- Şimal Yıldızı (1954)
- Allı Yemeni (1958)
- Sevdalı Gelin (1959)
- Garipler Sokağı (1959)
- Biz İnsan Değil Miyiz? (1961)
- İki Damla Gözyaşı (1961)
- Utanmaz Adam (1961)
- Naciyem (1961)
- Minnoş (1961)
- Yedi Günlük Aşk (1961)
- Külkedisi (1961)
- Damat Beyefendi (1962)
- Şaka Yapma (1962)
- Avare Şoför (1963)
- Vur Patlasın Çal Oynasın (1970)
- Çılgın Yenge (1971)
- Televizyon Çocuğu (1975)
- Tokmak Nuri (1975)
- Ah Nerede Vah Nerede (1975)
- Dam Üstüne Çul Serelim (1975)
- Burnumu Keser Misiniz? (1992)
- Komser Şekspir (2000)
- Keloğlan Karaprens'e Karşı (2005)
- Beyaz Melek (2007)